# Giải vô địch bóng đá nữ U-19 châu Á 2013
Giải vô địch bóng đá nữ U-19 châu Á 2013 diễn ra tại Trung Quốc từ 11 tới 20 tháng 10 năm 2013. Ba đội đứng đầu giành quyền tham dự Giải vô địch bóng đá nữ U-20 thế giới 2014.

## Vòng chung kết
Giờ thi đấu là UTC+08:00.
| VT | Đội                   | ST | T | H | B | BT | BB | HS  | Đ  | Giành quyền tham dự |
| -- | --------------------- | -- | - | - | - | -- | -- | --- | -- | ------------------- |
| 1  | Hàn Quốc (C, Q)       | 5  | 4 | 1 | 0 | 15 | 4  | +11 | 13 | World Cup 2014      |
| 2  | CHDCND Triều Tiên (Q) | 5  | 3 | 1 | 1 | 10 | 4  | +6  | 10 | World Cup 2014      |
| 3  | Trung Quốc (Q)        | 5  | 2 | 2 | 1 | 14 | 6  | +8  | 8  | World Cup 2014      |
| 4  | Nhật Bản              | 5  | 2 | 2 | 1 | 11 | 4  | +7  | 8  |                     |
| 5  | Úc                    | 5  | 1 | 0 | 4 | 6  | 12 | −6  | 3  |                     |
| 6  | Myanmar               | 5  | 0 | 0 | 5 | 0  | 26 | −26 | 0  |                     |

| Trung Quốc                       | 2–2     | Hàn Quốc                           |
| -------------------------------- | ------- | ---------------------------------- |
| Châu Bội Yến 29' · Tống Đoan 76' | Báo cáo | Jang Sel-gi 52' · Lee Geum-min 89' |

| Nhật Bản                                                                                  | 7–0     | Myanmar |
| ----------------------------------------------------------------------------------------- | ------- | ------- |
| Shiraki 8' · Kurishima 10' · Tanaka 12', 16' · Michigami 26' · Hamamoto 66' · Inoue 90+2' | Báo cáo |         |

| CHDCND Triều Tiên                                                   | 6–2     | Úc                     |
| ------------------------------------------------------------------- | ------- | ---------------------- |
| Kim Phyong-hwa 2' · Kim So-hyang 13', 52' · Ri Un-sim 67', 70', 84' | Báo cáo | Logarzo 39' · Raso 77' |

| Hàn Quốc                                                  | 7–0     | Myanmar |
| --------------------------------------------------------- | ------- | ------- |
| Jang Sel-gi 12', 17', 21', 53', 78' · Choi Yu-ri 33', 38' | Báo cáo |         |

| Úc | 0–2     | Nhật Bản                  |
| -- | ------- | ------------------------- |
|    | Báo cáo | Hasegawa 49' · Sumida 80' |

| CHDCND Triều Tiên | 1–0     | Trung Quốc |
| ----------------- | ------- | ---------- |
| Jon So-yon 5'     | Báo cáo |            |

| Nhật Bản | 0–2     | Hàn Quốc                       |
| -------- | ------- | ------------------------------ |
|          | Báo cáo | Kim In-ji 74' · Choi Yu-ri 76' |

| Myanmar | 0–2     | CHDCND Triều Tiên                     |
| ------- | ------- | ------------------------------------- |
|         | Báo cáo | Choe Chung-bok 26' · Kim Mi-gyong 88' |

| Úc       | 1–2     | Trung Quốc           |
| -------- | ------- | -------------------- |
| Raso 47' | Báo cáo | Vương Sương 78', 79' |

| Myanmar | 0–2     | Úc                           |
| ------- | ------- | ---------------------------- |
|         | Báo cáo | Harrison 50' · Whitfield 51' |

| Hàn Quốc                           | 2–1     | CHDCND Triều Tiên |
| ---------------------------------- | ------- | ----------------- |
| Lee Geum-min 30' · Jang Sel-gi 36' | Báo cáo | Ri Un-sim 49'     |

| Trung Quốc                      | 2–2     | Nhật Bản                    |
| ------------------------------- | ------- | --------------------------- |
| Tống Đoan 45' · Lý Mộng Văn 54' | Báo cáo | Michigami 27' · Naomoto 58' |

| Nhật Bản | 0–0     | CHDCND Triều Tiên |
| -------- | ------- | ----------------- |
|          | Báo cáo |                   |

| Úc              | 1–2     | Hàn Quốc                               |
| --------------- | ------- | -------------------------------------- |
| Yeoman-Dale 33' | Báo cáo | Jang Sel-gi 20' · Lee So-dam 41' (pen) |

| Myanmar | 0–8     | Trung Quốc |
| ------- | ------- | --- |
|         | Báo cáo | Lý Mộng Văn 11' · Lã Duyệt Vân 16' · Vương Sương 32', 45', 89' · Tống Đoan 34' · Triệu Hâm Địch 39' · Lý Hướng 57' |